# Ewiges Meer

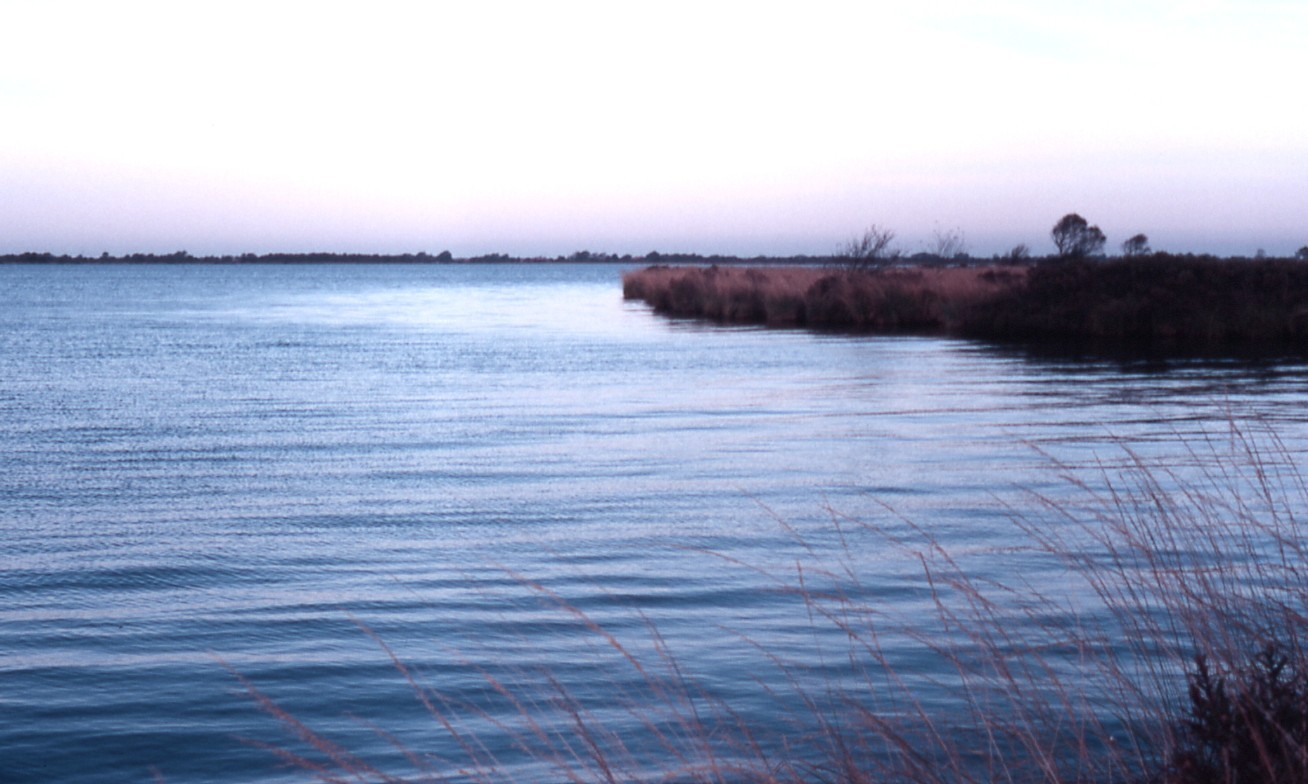
Coucher de soleil sur le lac Ewiges Meer.

Avec environ 91 hectares (0,91 km²) d'eau, l'Ewiges Meer est le plus grand marais lenticulaire d'Allemagne. Son altitude est d'environ 8,5 m au-dessus du niveau de la mer. Le lac est entouré d'un vaste complexe de zones non exploitées de landes et tourbières. L'ensemble forme la réserve naturelle d'Ewiges Meer (1290 Ha), près d'Aurich.

## Situation
La réserve naturelle est située dans la zone frontalière des arrondissements de Wittmund et d'Aurich près d'Eversmeer en Frise orientale.

## Description

### Généralités
Le lac de deux à trois mètres de profondeur mesure environ 1 650 m de long et près de 900 m de large par endroits. Sa présence est liée aux tourbières de Berumerfehner, Tannenhausener et Meerhusener, qui ont empêché le ruissellement de l'eau de pluie et ont ainsi permis la formation d'un plan d'eau. Chacune de ces tourbières avait la surface convexe typique des tourbières surélevées.

### Sentier de découverte
Depuis le début des années 1980, il y a un chemin de rondins de 1,8 km de long sur la lisière nord, qui a été complétée par un sentier de découverte de la tourbière. En novembre 2018, cet itinéraire a d'abord été complètement fermé après qu'un piéton ait eu un accident. Après quelques mois, le chemin a été rouvert jusqu'à la première plate-forme d'observation, après un remplacement de l'ensemble des rondins ; ainsi l'accès à la mer est à nouveau possible.  Cependant, en juin 2022,  le reste de la promenade est toujours fermé et  le sud de la zone est inaccessible aux visiteurs.

## Protection
La réserve existe depuis 1939 C'est aussi un site Natura 2000 - sanctuaire d'oiseaux de l'UE . Depuis 1979, l'administration régionale a mis en place des mesures pour élever le niveau de l'eau dans la région et améliorer ainsi les conditions de renaturation des landes . Le sentier découverte sensibilise les promeneurs sur la rareté de l'habitat et des espèces animales et végétales qui y vivent.

## Importance culturelle et historique
La zone de landes autour du plan d'eau a révélé des découvertes archéologiques  telles que l'homme de Bernuthfeld, momie du haut Moyen Âge découverte en 1907, ou le chemin de rondins du Meerhusener Moor qui date de la culture des vases à entonnoir (néolithique).